# Tateomys
Tateomys — рід пацюків (Rattini) із Сулавесі. Рід включає два види.

## Морфологічна характеристика
Довжина тіла 11–14 сантиметрів, хвоста 15–17 сантиметрів, вага від 35 до 100 грамів. М'яка щільна шерсть зверху сірого кольору, знизу біла. Голова велика, морда видовжена, передні лапи великі й кремезні.

## Поширення й екологія
Це ендеміки індонезійського острова Сулавесі. Ці тварини населяють вологі, прохолодні гірські ліси на висоті від 2000 до 2300 метрів над рівнем моря. Це нічні тварини, які, мабуть, харчуються виключно дощовими хробаками.